# Liste der denkmalgeschützten Objekte in Kirchschlag in der Buckligen Welt
Die Liste der denkmalgeschützten Objekte in Kirchschlag in der Buckligen Welt enthält die 17 denkmalgeschützten unbeweglichen Objekte der Gemeinde Kirchschlag in der Buckligen Welt im niederösterreichischen Bezirk Wiener Neustadt-Land.

## Denkmäler
| Foto |                 | Denkmal                                                                       | Standort                                           | Beschreibung | Metadaten |
| ---- | --------------- | ----------------------------------------------------------------------------- | -------------------------------------------------- | --- | --- |
| ja   | Datei hochladen | Flur-/Wegkapelle Maria Immaculata HERIS-ID: 30190 Objekt-ID: 26923            | gegenüber Kirchenplatz 3 Standort KG: Kirchschlag  | Der große Kapellenbildstock mit geschwungenem Giebel und einfacher Lisenengliederung wurde Mitte des 18. Jahrhunderts erbaut. Aus der gleichen Zeit stammt die Statue der Maria Immaculata. Als Blende des Sockels im Inneren wurde ein Stück der ursprünglichen Brüstung der Westempore der Pfarrkirche aus der Zeit um 1500 verwendet. | BDA-Hist.: Q37931478 Status: § 2a Stand der BDA-Liste: 2025-06-30 Name: Flur-/Wegkapelle Maria Immaculata GstNr.: 638/20                                                                  |
| ja   | Datei hochladen | Figurenbildstock Mater Dolorosa HERIS-ID: 30208 Objekt-ID: 26941              | bei Berggasse 1 Standort KG: Kirchschlag           | Der Sockel trägt die Inschrift „sIstIte VIatores! qVIs non fLeret sI VIDeret IesVM InsVppLICIIs“, lt. dem darin enthaltenen Chronogramm stammt die Figur aus dem Jahre 1735. | BDA-Hist.: Q37931681 Status: § 2a Stand der BDA-Liste: 2025-06-30 Name: Figurenbildstock Mater Dolorosa GstNr.: .63                                                                       |
| ja   | Datei hochladen | Herkules-Brunnenfigur HERIS-ID: 30207 Objekt-ID: 26940                        | bei Kirchenplatz 2 Standort KG: Kirchschlag        | Frühbarocke Brunnenstatue aus dem ehemaligen Hofgarten, um 1655, fragmentierte Herkulesstatue mit dem Nemeischen Löwen. | BDA-Hist.: Q37931661 Status: Bescheid Stand der BDA-Liste: 2025-06-30 Name: Herkules-Brunnenfigur GstNr.: 638/14 Herkules-Brunnenfigur, Kirchschlag in der Buckligen Welt                 |
| ja   | Datei hochladen | Kaiser Franz Joseph-Denkmal HERIS-ID: 30199 Objekt-ID: 26932                  | neben Günser Straße 2 Standort KG: Kirchschlag     | Büste von Kaiser Franz Joseph I. aufgestellt 1908 zum 60-jährigen Regierungsjubiläum in der Herkulesbrunnennische des ehemaligen barocken Hofgartens. | BDA-Hist.: Q37931588 Status: § 2a Stand der BDA-Liste: 2025-06-30 Name: Kaiser Franz Joseph-Denkmal GstNr.: 20/7                                                                          |
| ja   | Datei hochladen | Bildstock HERIS-ID: 30212 Objekt-ID: 26945                                    | bei Günser Straße 55 Standort KG: Kirchschlag      | Der Steinpfeiler mit zweiseitig offenem Tabernakel und steinernem Zwiebelhelm wurde 1659 durch den Steinmetz Matthias Engstaller errichtet. | BDA-Hist.: Q37931743 Status: § 2a Stand der BDA-Liste: 2025-06-30 Name: Bildstock GstNr.: 318/1                                                                                           |
| ja   | Datei hochladen | Amtsgebäude, ehem. Hofhaus/heute Rathaus HERIS-ID: 30198 Objekt-ID: 26931     | Hauptplatz 1 Standort KG: Kirchschlag              | Graf Hans Christoph III. von Puchheim ließ 1651 das Herrenhaus im Renaissancestil erbauen. Über dem Eingangsportal das Wappen, im Hof die Büste des Erbauers. Die Südseite der dreiflügeligen Hofhausanlage wurde 1905 durch einen Neubau ersetzt. An der Ostseite befand sich ein frühbarocker Festsaal, der im 19. Jahrhundert eingestürzt ist, einzig die Büstenwand mit den Porträts von 9 Habsburgern ist erhalten geblieben. Die 1657 vollendeten Büsten wurden von David Weiss aus Wiener Neustadt gefertigt.                                                                                                | BDA-Hist.: Q37931566 Status: § 2a Stand der BDA-Liste: 2025-06-30 Name: Amtsgebäude, ehem. Hofhaus/heute Rathaus GstNr.: 88/1 Amtsgebäude-Rathaus, Kirchschlag in der Buckligen Welt      |
| ja   | Datei hochladen | Johannes Nepomuk-Kapelle HERIS-ID: 30210 Objekt-ID: 26943                     | gegenüber Hauptplatz 26 Standort KG: Kirchschlag   | Von hölzernem Baldachin mit Zwiebelhelm überdachter Nothelfer-Bildstock, zweistufiger gemauerter Pfeiler mit hölzerner Statue hl. Johannes Nepomuk umgeben von Holzstatuen hll. Sebastian, Florian, Antonius und Rochus, 2. Hälfte des 18. Jahrhunderts | BDA-Hist.: Q37931723 Status: § 2a Stand der BDA-Liste: 2025-06-30 Name: Johannes Nepomuk-Kapelle GstNr.: 638/1                                                                            |
| ja   | Datei hochladen | Kath. Pfarrkirche hl. Johannes der Täufer HERIS-ID: 30187 Objekt-ID: 26920    | Kirchenplatz 2 Standort KG: Kirchschlag            | Die die dem hl. Johannes dem Täufer geweihte Pfarrkirche wurde zwischen 1460 und 1499 von den Pottendorfern errichtet. Das spätgotische Bauwerk wurde später als Wehrkirche ausgebaut. Das Seitenschiff „Ungarische Kirche“ stammt aus der Zeit des Matthias Corvinus. | BDA-Hist.: Q35786987 Status: § 2a Stand der BDA-Liste: 2025-06-30 Name: Kath. Pfarrkirche hl. Johannes der Täufer GstNr.: .71/1 Pfarrkirche hl. Johannes, Kirchschlag                     |
| ja   | Datei hochladen | Aufbahrungshalle / ehem. Karner hl. Michael HERIS-ID: 30188 Objekt-ID: 26921  | Kirchenplatz 3 Standort KG: Kirchschlag            | gotischer Bau aus dem Anfang des 15. Jahrhunderts. Romanisches Relief mit Taufsymbolen aus dem älteren Vorgängerbau. Damals besaß sie auch ein Untergeschoß, das als Karner diente. 1872 in ein Wohnhaus umgebaut, seit 1977 Aufbahrungshalle. | BDA-Hist.: Q37931453 Status: § 2a Stand der BDA-Liste: 2025-06-30 Name: Aufbahrungshalle / ehem. Karner hl. Michael GstNr.: .71/3 Aufbahrungshalle hl Michael, Kirchschlag                |
| ja   | Datei hochladen | Pfarrhof HERIS-ID: 30196 Objekt-ID: 26929                                     | Passionsspielstraße 3 Standort KG: Kirchschlag     | Der Pfarrhof wurde 1896 von k.k. Ober-Ingenieur Gustav Sachs erbaut, da das vorher dort bestehende einstöckige Gebäude infolge von Überschwemmungen nicht mehr bewohnbar war. Gleichzeitig wurde auch der Bach verlegt. | BDA-Hist.: Q37931542 Status: § 2a Stand der BDA-Liste: 2025-06-30 Name: Pfarrhof GstNr.: 638/11 Pfarrhof (Kirchschlag in der Buckligen Welt)                                              |
| ja   | Datei hochladen | Figurenbildstock hl. Johannes Nepomuk HERIS-ID: 30194 Objekt-ID: 26927        | bei Passionsspielstraße 3 Standort KG: Kirchschlag | Inschrift: „Sanct Ioannes bitt vor uns zu Gott und wendte hindan all Wassersnoth auffgericht ano 1773“ | BDA-Hist.: Q37931522 Status: § 2a Stand der BDA-Liste: 2025-06-30 Name: Figurenbildstock hl. Johannes Nepomuk GstNr.: 638/26                                                              |
| ja   | Datei hochladen | Kalvarienberg/Kreuzweg HERIS-ID: 30206 Objekt-ID: 26939                       | bei Berggasse 1 Standort KG: Kirchschlag           | Der barocke Kreuzweg wurde zwischen 1730 und 1733 von Dechant Martin Gottfried Schragl errichtet. Die einzelnen Stationen sind in kleinen Kapellen untergebracht und zeigen in Holzreliefs die Leidensgeschichte Jesu. Der Gestalter der Holzreliefs ist nicht bekannt. Die Kreuzwegkirche bildet die 12. Station mit einer Kreuzigungsgruppe und den beiden Schächern. | BDA-Hist.: Q37931619 Status: § 2a Stand der BDA-Liste: 2025-06-30 Name: Kalvarienberg/Kreuzweg GstNr.: .60, .61, .62, 128/1, 128/4, 128/3 Kalvarienberg Kirchschlag in der Buckligen Welt |
| ja   | Datei hochladen | Burgruine Kirchschlag HERIS-ID: 30200 Objekt-ID: 26933                        | südlich Günser Straße 2 Standort KG: Kirchschlag   | Diese bedeutende Wehranlage zur Sicherung der Ostgrenze wurde im 12. Jahrhundert auf dem 480 Meter hohen Schlossberg erbaut und war durch eine Ringmauer mit dem Ort verbunden. Als Besitzer der Burg finden sich bedeutende Geschlechter, wie die Herren von Wildon aus der Steiermark, die Kuenringer, Güssinger, Pottendorfer, Puchheimer und zuletzt die ungarischen Grafen Pálffy. Selbst Ungarns König Matthias Corvinus war Burgherr in Kirchschlag, ehe nach dessen Tod Kaiser Maximilian I. Kirchschlag wieder zurückeroberte. Nach dem Bau des Hofhauses im Ort (1651) unbewohnt und zunehmend verfallen. | BDA-Hist.: Q1015365 Status: Bescheid Stand der BDA-Liste: 2025-06-30 Name: Burgruine Kirchschlag GstNr.: 2/5 Burgruine Kirchschlag                                                        |
| ja   | Datei hochladen | Neptun-Brunnenfigur HERIS-ID: 88324 Objekt-ID: 102884                         | bei Wehrgasse 2 Standort KG: Kirchschlag           | Frühbarocke Brunnenstatue aus dem ehemaligen Hofgarten, um 1655, Neptunstatue bei der Mündung des Reißenbaches in den Zöbernbach, Arme und Dreizack rezent ergänzt. | BDA-Hist.: Q37725076 Status: Bescheid Stand der BDA-Liste: 2025-06-30 Name: Neptun-Brunnenfigur GstNr.: 655/5                                                                             |
| ja   | Datei hochladen | Kath. Filialkirche hl. Markus HERIS-ID: 30214 Objekt-ID: 26947                | bei Lembach 67 Standort KG: Lembach                | Die Filialkirche der Katastralgemeinde Lembach ist dem Evangelisten Markus geweiht. Das Kirchenschiff stammt vermutlich aus dem 17. oder 18. Jahrhundert und entstand durch die Erweiterung des spätgotischen Chors. In der Kirche finden sich neben der Figur des Evangelisten Markus, Figuren der Heiligen Sebastian, Rochus und Antonius von Padua sowie der Gottesmutter Maria. | BDA-Hist.: Q37931764 Status: § 2a Stand der BDA-Liste: 2025-06-30 Name: Kath. Filialkirche hl. Markus GstNr.: .11                                                                         |
| ja   | Datei hochladen | Kath. Filialkirche hll. Rochus und Sebastian HERIS-ID: 30216 Objekt-ID: 26949 | neben Ungerbach 6 Standort KG: Ungerbach           | Die Kirche wurde 1661 erstmals erwähnt. Der Altar stammt aus der Mitte des 17. Jahrhunderts und zeigt zwei im 19. Jahrhundert entstandene Figuren der Heiligen Sebastian und Rochus, die Seitenfiguren zeigen den hl. Johannes von Nepomuk und den hl. Florian. | BDA-Hist.: Q37931786 Status: § 2a Stand der BDA-Liste: 2025-06-30 Name: Kath. Filialkirche hll. Rochus und Sebastian GstNr.: .102                                                         |
| ja   | Datei hochladen | Ortskapelle hl. Radegunde HERIS-ID: 30218 Objekt-ID: 26951                    | gegenüber Habich 1 Standort KG: Ungerbach          | 1851 von 4 Bauern aus Habich („die 4 Evangelisten“) erbaut. Das Altarbild aus einer früheren Kirche, deren Mauern heute noch im Haus Habich Nr. 5 zu erkennen sind, wurde in die neue Kirche übertragen. | BDA-Hist.: Q37931823 Status: § 2a Stand der BDA-Liste: 2025-06-30 Name: Ortskapelle hl. Radegunde GstNr.: .211                                                                            |